# Gabriel González (football)
Gabriel González Chávez (né le 18 mars 1961 à Itapé au Paraguay) est un joueur de football international paraguayen, qui évoluait au poste de milieu de terrain.
Son frère, Epifanio, est un ancien arbitre de football.

## Biographie

### Carrière en club
Il remporte la Copa Libertadores en 1990 avec le Club Olimpia.
Il joue 78 matchs en deuxième division espagnole (pour 20 buts inscrits) avec les clubs de l'Atlético Madrileño et d'Albacete.

### Carrière en sélection
Avec l'équipe du Paraguay, il joue 32 matchs (pour 2 buts inscrits) entre 1987 et 2001. 
Il figure dans le groupe des sélectionnés lors des Copa América de 1987, de 1991 et de 1993. Il atteint les quarts de finale de cette compétition en 1993.
Il joue également 14 matchs comptant pour les tours préliminaires de la coupe du monde, lors des éditions 1994, 1998 et enfin 2002.

## Palmarès
Club Olimpia
| - Championnat du Paraguay (7) : - Champion: 1988, 1989, 1993, 1997, 1998, 1999 et 2000. - Copa Libertadores (1) : - Vainqueur : 1990. |  | - Supercopa Sudamericana (1) : - Vainqueur : 1990. - Recopa Sudamericana (1) : - Vainqueur : 1991. |